# Motín de Perote de 1868

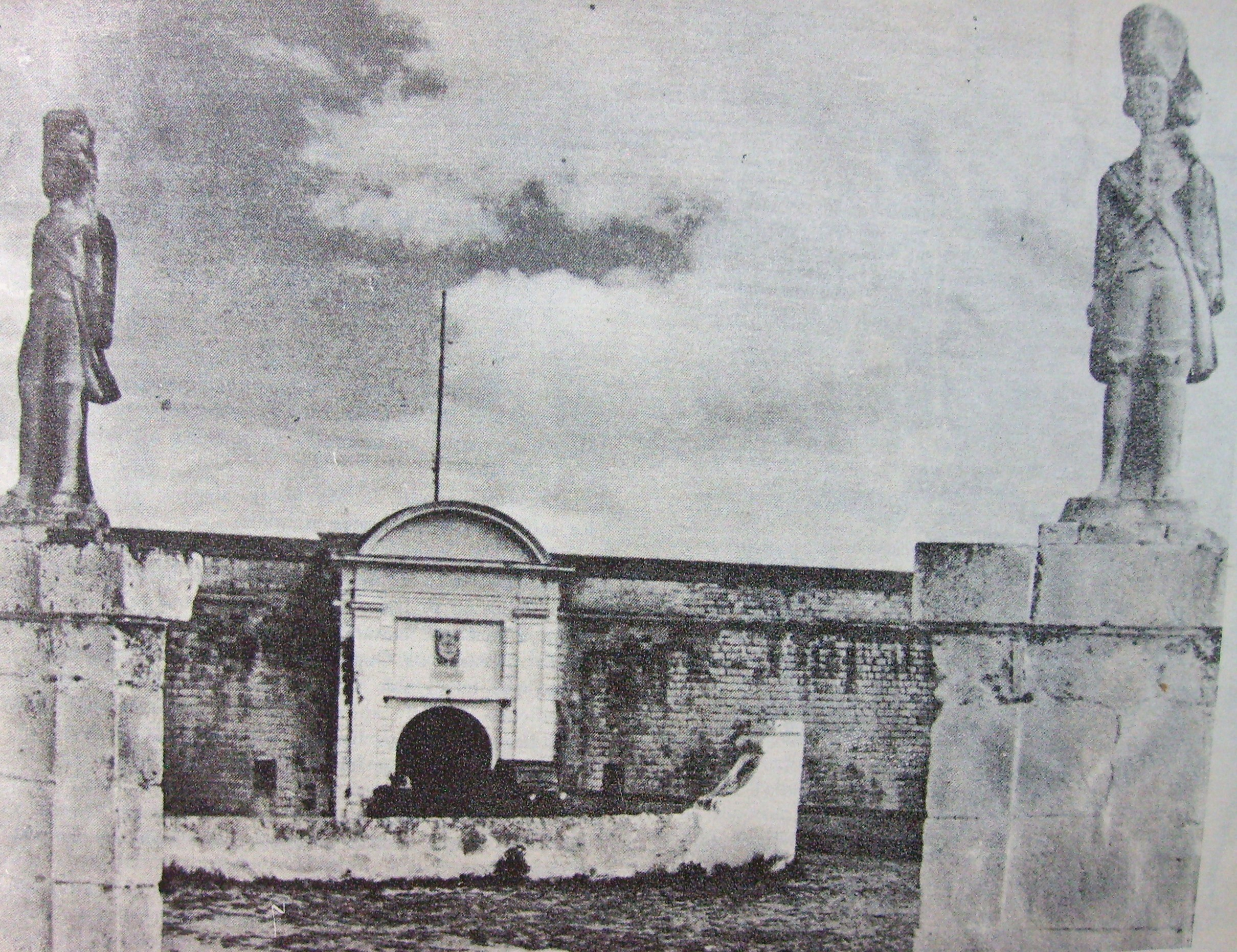
La fortaleza de San Carlos de Perote fue escenario del levantamiento de Mendoza contra la presidencia de Benito Juárez

El Motín de Perote de 1868 fue un conflicto armado encabezado por el jefe de la fracción rebelde de la fortaleza de San Carlos de Perote, Felipe Mendoza. 
Las fuerzas federales llegaron al sitio, reprimieron a los sublevados, y finalmente capturaron a Mendoza, quien fue fusilado. 